# Елховка (Сергиевский район)
Елховка — село в Сергиевском районе Самарской области России. Входит в состав сельского поселения Воротнее.

## География
Село находится в северо-восточной части Самарской области, в пределах Высокого Заволжья, в лесостепной зоне, на берегах ручья Елховский, на расстоянии примерно 25 километров (по прямой) к юго-юго-востоку (SSE) от села Сергиевск, административного центра района. Абсолютная высота — 105 метров над уровнем моря.
Климат
Климат характеризуется как умеренно континентальный, с холодной малоснежной зимой и жарким сухим летом. Среднегодовая температура воздуха — 4 °С. Средняя температура воздуха самого тёплого месяца (июля) — 26,3 °C (абсолютный максимум — 39 °C); самого холодного (января) — −12,8 °C (абсолютный минимум — −48 °C). Снежный покров держится в течение 150 дней.
Часовой пояс
Село Елховка, как и вся Самарская область, находится в часовой зоне МСК+1. Смещение применяемого времени относительно UTC составляет +4:00.

## Население
| 2008 | 2010 |
| ---- | ---- |
| 0    | →0   |